# سیارک ۱۸۹۴۷
سیارک ۱۸۹۴۷ (به انگلیسی: 18947 Cindyfulton، نامگذاری:2000QV76) هجده هزار و نهصد و چهل و هفتمین سیارک کشف شده‌است که در ۲۴ اوت ۲۰۰۰ کشف شد.
قدر مطلق سیارک برابر ۱۲.۳ است.